# Ralph Roberts
Ralph Hamilton Roberts (26 de septiembre de 1935-19 de marzo de 2023) fue un deportista neozelandés que compitió en vela en las clases Flying Dutchman y Finn.

## Trayectoria
Participó en los Juegos Olímpicos de Roma 1960 en la modalidad de Finn donde terminó en sexto lugar entres 35 participantes. Estuvo en la edición de Tokio 1964 en la modalidad de Flying Dutchman como el suplente de Helmer Pedersen y Earle Wells, quienes ganaron la medalla de oro, y para México 1968 estuvo en la modalidad de Flying Dutchman pero como titular, finalizando en octavo lugar.
En la edición de Los Ángeles 1984 fue el entrenador del equipo que participó, donde lograron ganar dos medallas de oro en las modalidades de Tornado y Finn y una medalla de bronce en Windglider. Fue jefe de misión del equipo olímpico en la edición de Barcelona 1992.
De 1986 a 1989 fue presidente de Yatching New Zealand y en 1993 fue honrado con la Orden del Imperio Británico por sus servicios en el deporte. Más adelante formó parte de la Federación Internacional de Vela y miembro vitalicio de Yatching New Zealand en 2011 y miembro del Harbour Access Trust.

## Palmarés internacional
| Campeonato Mundial | Campeonato Mundial | Campeonato Mundial | Campeonato Mundial |
| Año                | Lugar              | Medalla            | Clase              |
| ------------------ | ------------------ | ------------------ | ------------------ |
| 1967               | Montreal (Canadá)  | Medalla de plata   | Flying Dutchman    |